# Carlos Renan
Carlos Renan Bloise Serra (ur. 12 lutego 1983 w Rio de Janeiro) – brazylijski piłkarz występujący na pozycji obrońcy, trener piłkarski.

## Kariera klubowa
Wychowanek klubu CR Flamengo z rodzinnego Rio de Janeiro. W sezonie 2002 włączono go do składu pierwszego zespołu. 24 sierpnia 2002 zadebiutował w Série A w przegranym 1:2 meczu przeciwko Paysandu SC. W latach 2002–2004 rozegrał dla Flamengo łącznie we wszystkich rozgrywkach 7 spotkań i wywalczył w 2004 roku Taça Guanabara oraz Campeonato Carioca. W pierwszej połowie sezonu 2005 występował na zasadzie wypożyczenia w Serrano FC (Série C).
W lipcu 2005 roku podpisał kontrakt z Zagłębiem Lubin prowadzonym przez Dražena Beska. 20 sierpnia 2008 roku zadebiutował w Ekstraklasie w przegranym 4:5 meczu z Lechem Poznań. Miesiąc później w spotkaniu przeciwko Arce Gdynia (1:0) w wyniku faulu Grzegorza Jakosza doznał jednoczesnego złamania kości piszczelowej i strzałkowej. Po zaistniałym fakcie domagał się od sprawcy kontuzji odszkodowania finansowego na drodze sądowej, jednak pozew oddalono. Po trwającej 11 miesięcy rekonwalescencji powrócił on do treningów, jednak nie zaliczył już ani jednego występu w pierwszej drużynie, pozostając do końca trwania obowiązującego go kontraktu w zespole rezerw.
Po odejściu z Zagłębia Renan grał w zespołach brazylijskich, kolejno: Serrano FC, Duque de Caxias FC, AA Portuguesa oraz Bangu AC. W sierpniu 2010 roku podpisał roczną umowę z portugalskim FC Paços de Ferreira, jednak nie rozegrał tam żadnego spotkania ligowego. W latach 2011–2014 występował ponownie w Bangu AC, w barwach którego zakończył karierę piłkarską. Uznawany jest za jednego z najbardziej zasłużonych i rozpoznawalnych graczy w historii tego klubu.

## Kariera trenerska
Po zakończeniu kariery zawodniczej Renan rozpoczął pracę jako koordynator grup młodzieżowych w Bangu AC. W lipcu 2014 roku objął posadę asystenta trenera Bangu Mário Marquesa. W lipcu 2015 roku otrzymał stanowisko pierwszego trenera zespołu, które pełnił do listopada tego samego roku, kiedy to zastąpił go Emanoel Sacramento.  W lutym 2017 roku, po rezygnacji Arthurzinho, objął posadę tymczasowego szkoleniowca klubu, pełniąc ją przez miesiąc, do momentu zatrudnienia Roberto Fernandesa.

## Sukcesy
CR Flamengo
- Campeonato Carioca: 2004
- Taça Guanabara: 2004